# Txanghua
Txanghua (en mandarí: 彰化市, Zhānghuà-shì; en japonès: 彰化市, Shōka-shi), sovint romanitzada com a Changhua, és una ciutat comarcal i municipi de la comarca homònima de la qual és capital a la província de Taiwan, república de la Xina. Durant molts segles fou lloc d'origen dels Babuza, una tribu d'indígenes taiwanesos. Txanghua és la més populosa de les ciutats comarcals de la república de la Xina. La ciutat forma part de l'àrea metropolitana de Taitxung-Txanghua, la segona més gran de Taiwan.
Històricament, Txanghua fou la base principal dels xinesos quan invadiren i prengueren l'illa de Taiwan als indígenes, quan construïren un fort de bambú. Per això, la ciutat té el sobrenom de "vila bambú".
La ciutat és ben coneguda pel seu Gran Buda de Baguaxan. De 26 metres d'alçària, l'estàtua es troba a la cimera del mont Bagua o "Bagua-xan" observant la panoràmica de la ciutat. El principal camí cap a la gran imatge està flanquejat per estàtues de la cosmologia budista. Altre lloc d'interés a Txanghua és el Temple de Confuci de Txanghua, el més antic de Taiwan.

## Geografia

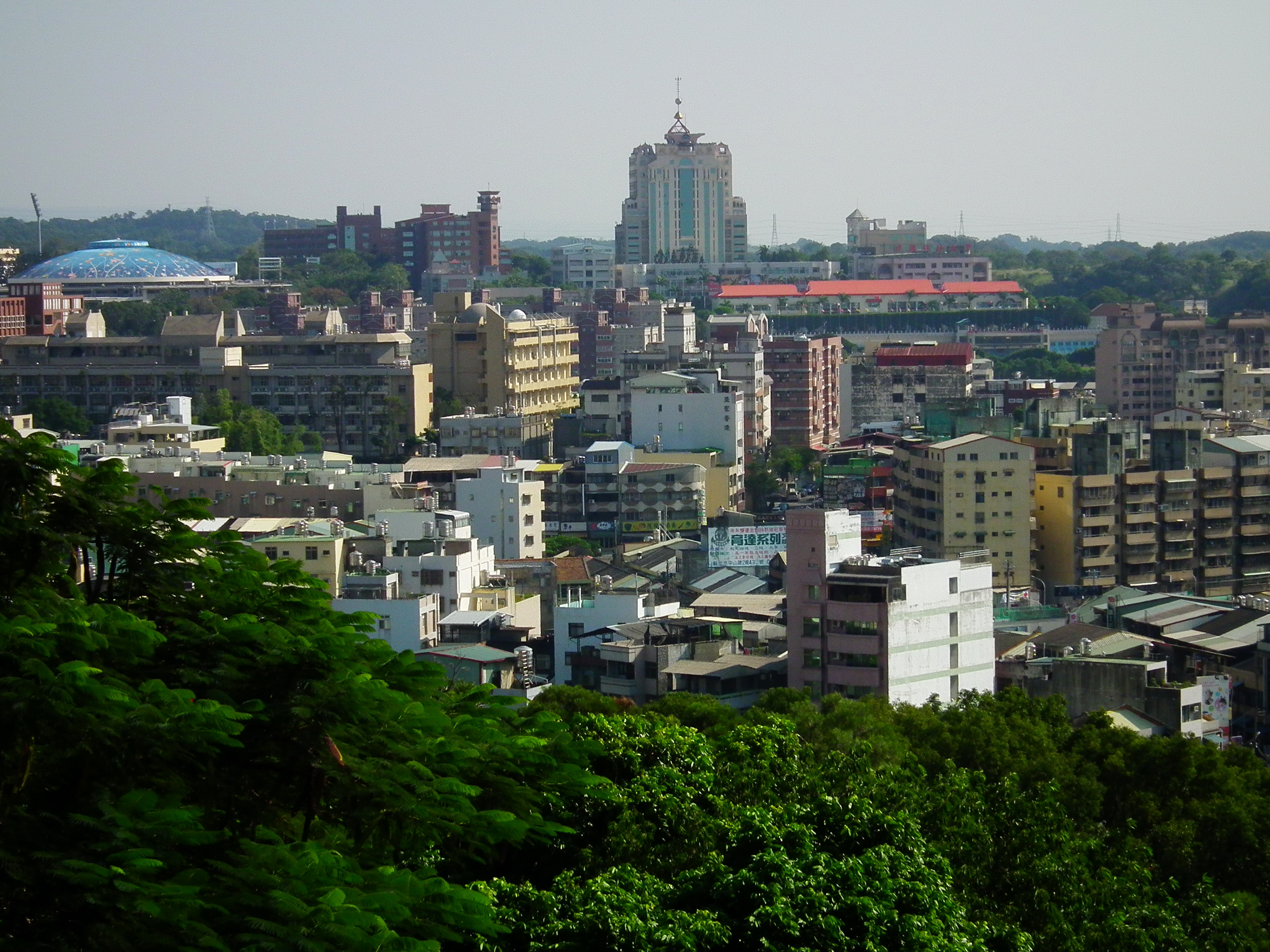
La ciutat des del Baguaxan

El terme municipal de la ciutat de Txanghua es troba localitzat a la part nord-oriental de la comarca homònima i limita amb els districtes de Dadu al nord i Wuri a l'est, ambdós pertanyents a la ciutat de Taitxung. Cap al sud limita amb els municipis de Xiuxui, Huatan i Fenyuan, tots ells pertanyents a la comarca de Txanghua. Finalment, cap a l'oest limita amb el municipi de Hemei, també a la mateixa comarca.
La ciutat de Txanghua té moltes planes, tot i que aquestes es troben separades entre sí per la serralada central de Taiwan. Una de les planes es troba a la part sud-est del terme municipal i l'altra a la part nord-oest. La zona nord-est de la ciutat, tot i ser plana, pateix desprendiments de terra durant els tifons a l'estiu i no és habitable.
La temperatura mitjana anual a Txanghua és de 22,4 graus centígrads (°C), amb juliol sent el mes més càlid i gener sent-ne el més fred. Les precipitacions anuals són de 1.723,4 mil·límetres (mm), sent juny el mes més humit i novembre el més sec. Les precipitacions són menors a la part occidental del municipi, propera a la costa.

## Història

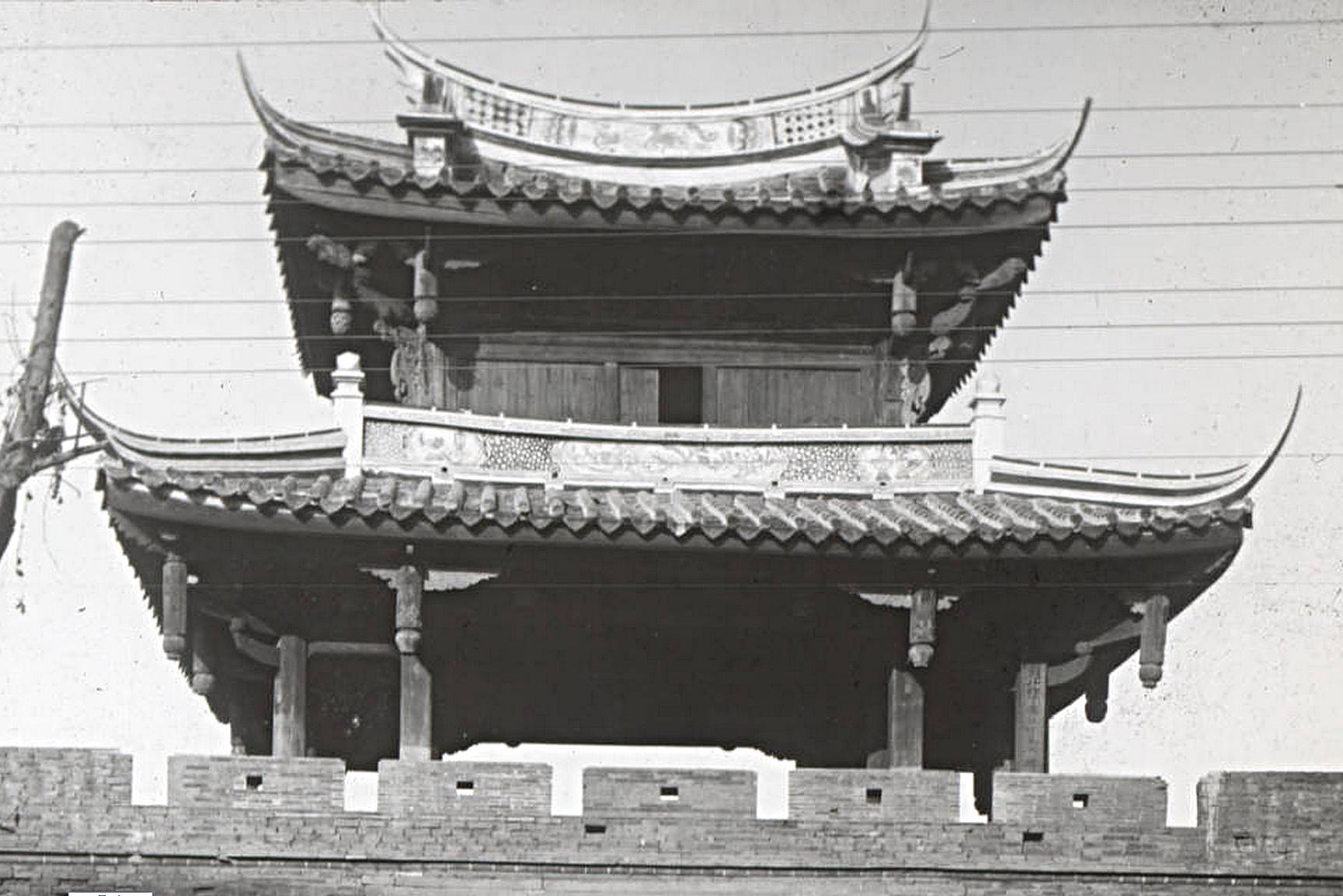
Portal de la ciutat vella

Poasoa (半線, Pòasòa) fou el lloc d'establiment dels Babuza, una tribu d'indígenes taiwanesos de la plana de l'illa. Al període neerlandés, la zona estava dins de Favorland (actual Huwei, comtat de Yunlin) i estava governada per la Companyia Neerlandesa de les Índies Orientals. Durant el setge de Fort Zeelandia, la zona fou la seu central d'atac i defensa de Koxinga. Al moment de la inmigració xinesa a Taiwan del segle XVIIé, Txanghua fou un dels llocs que més persones rebé, sent així un dels assentaments Han més antics a l'illa.
Per a l'any 1694, s'establí l'aldea de Poasoa (半線庄). Des de finals del segle XVIIé fins a les darreries del segle XIXé, la zona continuà com un dels principals núclis habitats del Taiwan central. L'any 1723 es fundà la comarca de Txanghua, després de la rebel·lió de Zhu Yigui. Tot i això, les revoltes i guerres civils continuaren.

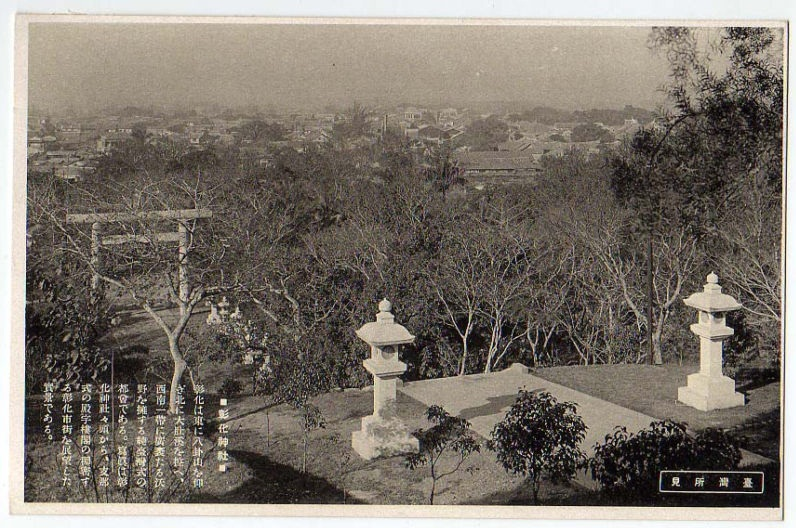
Santuari xintoista de Shōka

L'origen de l'actual municipi de Txanghua es deu a l'administració japonesa, la qual establí la ciutat com a capital oficial de la comarca l'any 1897 sota la prefectura de Taichū (台中州, Taichū-shū). Durant aquesta època, començà l'ús del nom japonés de la ciutat, Shōka, juntament amb les romanitzacions xineses de Changwha, Changhwa, Changhoa, Chanhue, Chan-hua i Tchanghoua.
L'any 1901, s'establí la breu "vila de Shōka" (彰化廳, Shōka-chō), que poc després se fussionaria amb la "vila de Taichū" (臺中廳, Taichū-chō) l'any 1909. L'any 1920 es creà la nova prefectura de Taichū, en la qual s'inclogué Shōka. Finalment, l'any 1933, els pobles d'Ōtake (大竹庄, Ōtake-jō) i Nankaku (南郭庄, Nankaku-jō) foren absorbits per la vila de Shōka per a crear la ciutat de Shōka.
Després de la rendició del Taiwan japonés a la república de la Xina el 25 d'octubre de 1945, la ciutat de Txanghua fou elevada al rang de ciutat provincial de la província de Taiwan el 25 de desembre del mateix any. No obstant això, el 30 de novembre de 1951 es creà l'actual ciutat de Txanghua i l'1 de desembre del mateix any el municipi fou degradat al rang de ciutat comarcal, esdevenint des d'aleshores la capital de la comarca de Txanghua.

## Demografia

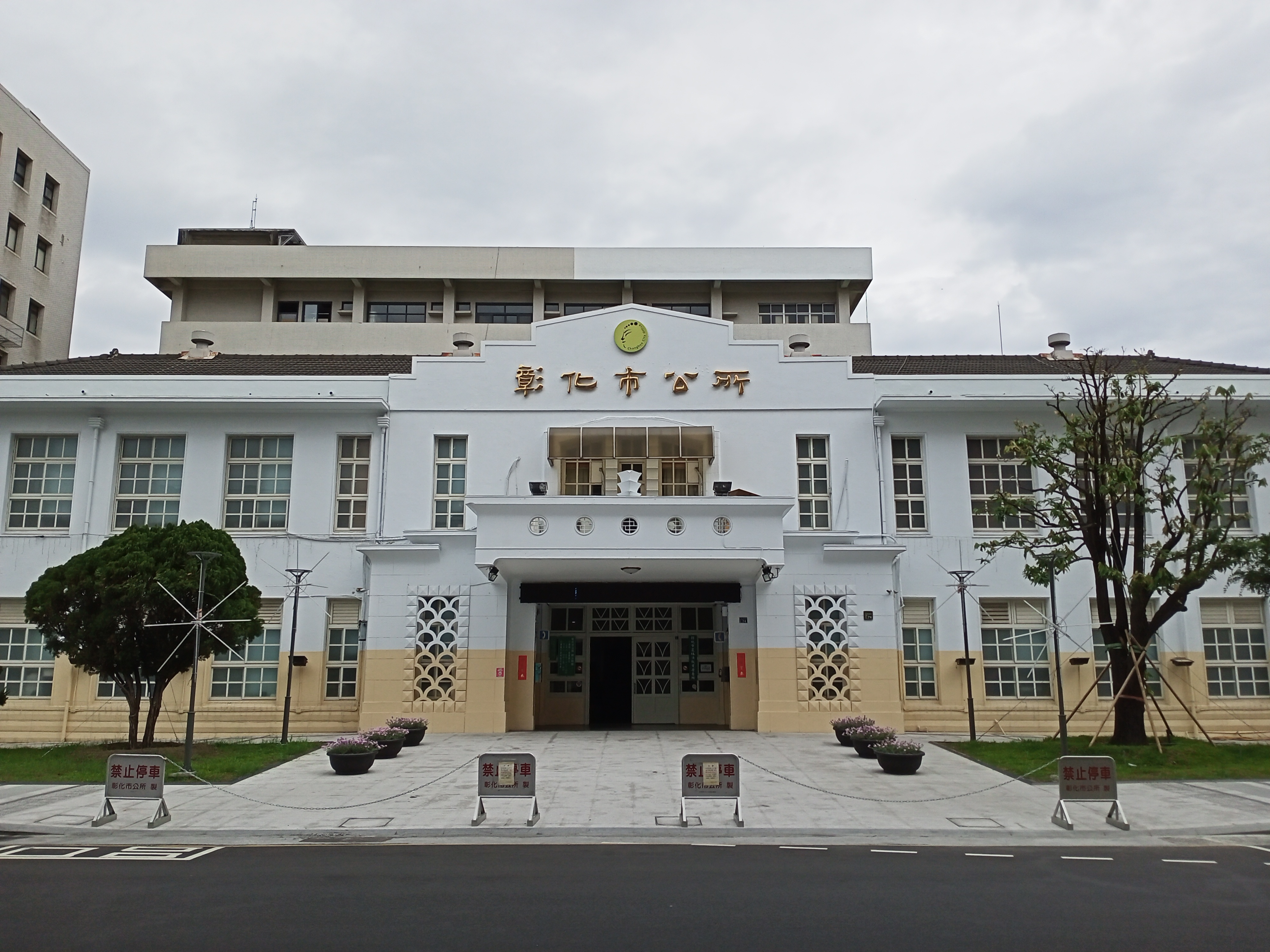
Ajuntament de Txanghua

## Demografia[4]
| Gràfica d'evolució de Txanghua entre 1951 i 2021 |
|                                                  |

## Transport

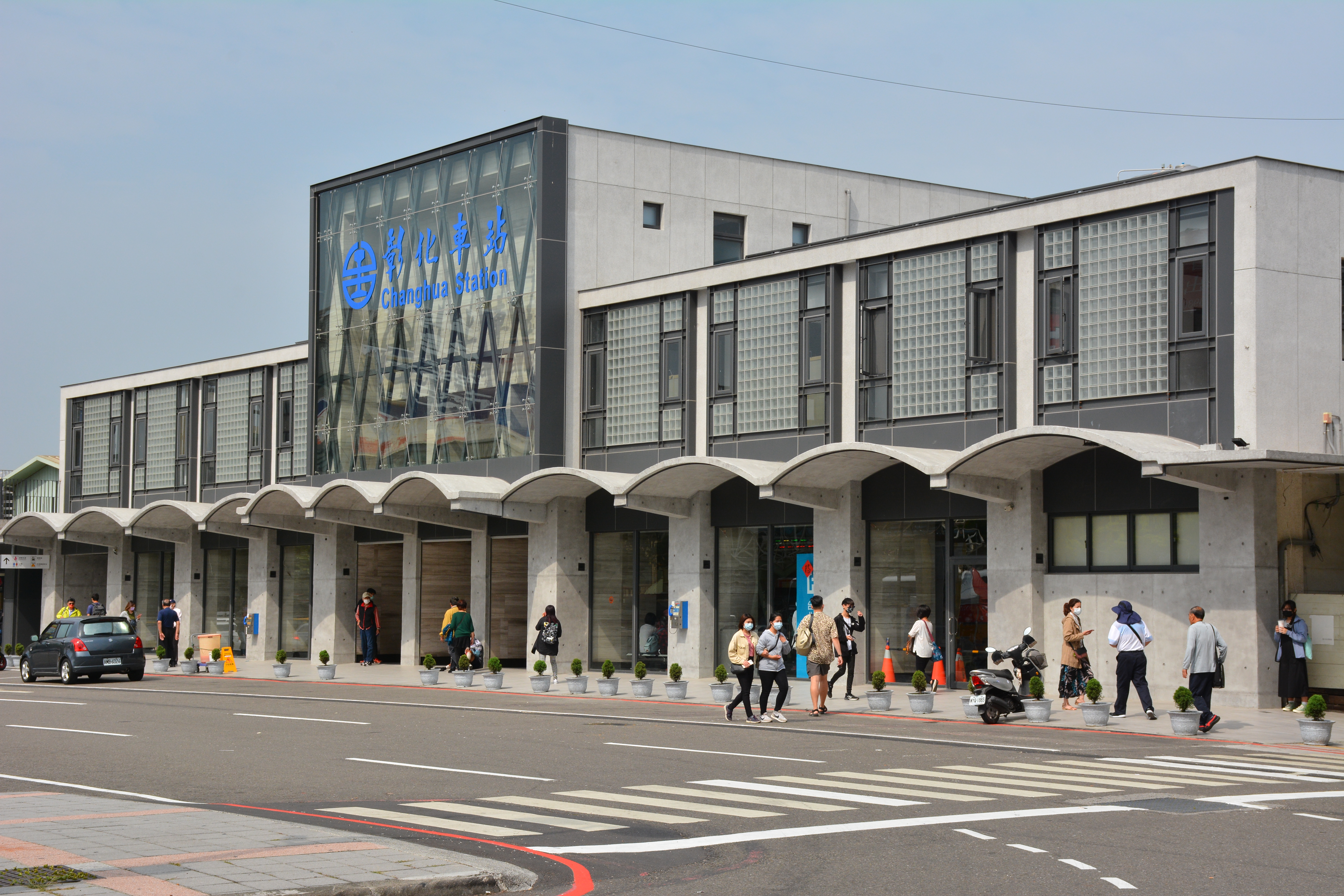
Estació de Txanghua (2021)

### Ferrocarril
- Administració dels Ferrocarrils de Taiwan (TRA)
  - Txanghua
- Ferrocarril d'Alta Velocitat de Taiwan (THSR)
  - Txanghua

### Carretera
- AN1 - AN3 - AP74